# Gil Vilela
Gil Vilela foi um advogado e político nascido em Lavras no Estado de Minas Gerais. Foi deputado estadual em Minas Gerais, pelo PDC, durante o período de 1955 a 1959 (3ª legislatura). Atuou como deputado na suplência do legislativo mineiro na legislatura seguinte (1959-1963).